# Winners of the West (1940)
Winners of the West é um seriado estadunidense de 1940, gênero faroeste, dirigido por Ford Beebe e Ray Taylor e estrelado por Dick Foran, Anne Nagel, Tom Fadden e James Craig. Produzido em 13 capítulos e distribuído pela Universal Pictures, veiculou nos cinemas estadunidenses a partir de 2 de julho de 1940.
Foi o 115º seriado da Universal Pictures, e o seu 47º com som. Apesar de usar o mesmo título de um seriado anterior da própria Universal, de 1921, não possuem qualquer similaridade de roteiro. Há um seriado da Columbia Pictures, Roar of the Iron Horse, de 1951, que tem similaridades com Winners of the West, e o escritor George H. Plympton escreveu os dois.
É um remake dos seriados The Steel Trail, de 1923, e Heroes of the West, de 1932, ambos da Universal.

## Sinopse
A Hartford Transcontinental Railroad está tentando construir uma ferrovia através do Hells Gate Pass. No entanto, King Carter, o governante auto-nomeado da terra ao redor da passagem, não quer que isso aconteça. Ele manda seus capangas, incluindo os nativos locais, para interromper a construção, através de todos os meios, de sabotagem até sequestro de Claire Hartford, a filha do presidente de empresa. O assistente do presidente, Jeff Ramsay, e seus aliados, interrompem os esquemas de King Carter em cada ponto e finalmente o derrotam inteiramente. Isso abre a área para novos colonos, o primeiro dos quais é o próprio Jeff e a sua esposa Claire.

## Elenco
- Dick Foran … Jeff Ramsay, empregado da Hartford Transcontinental Railroad
- Anne Nagel … Claire Hartford, filha de John Hartford
- Tom Fadden … Tex Houston
- James Craig … Jim Jackson
- Harry Woods … King Carter, vilão
- Charles Stevens … Snakeye
- Edward Keane … John Hartford, Presidente da Hartford Transcontinental Railroad
- Trevor Bardette … Raven
- Edgar Edwards … Tim
- Edmund Cobb … Maddox
- William Desmond … Bill Brine
- Roy Barcroft … Logan
- Grace Cunard ... mulher na cidade (não-creditada)
- Tom London ... Webb
- Smoke ... Smoke, cavalo de Jeff

## Capítulos
1. Redskins Ride Again
2. The Wreck at Red River Gorge
3. The Bridge of Disaster
4. Trapped by Redskins
5. Death Strikes the Trail
6. A Leap for Life
7. Thundering Terror
8. The Flaming Arsenal
9. Sacrificed by Savages
10. Under Crashing Timbers
11. Bullets in the Dark
12. The Battle of Blackhawk
13. Barricade Blasted

Fonte: